# 벤자민 일등병
《벤자민 일등병》(영어: Private Benjamin)은 1980년 개봉한 미국의 코미디 영화로, 하워드 지프가 감독을 맡았다. 미국 영화 연구소(AFI) 선정 “100대 웃긴 영화” 목록에서 82위를 한 작품이다.

## 출연진
- 골디 혼
- 아일린 브레넌
- 아먼드 아산티
- 로버트 웨버
- 샘 워너메이커
- 바버라 배리
- 메리 케이 플레이스
- 해리 딘 스탠턴
- 앨버트 브룩스
- 리처드 허드
- 크레이그 T. 넬슨
- 핼 윌리엄스
- P. J. 솔스
- 앨런 오펜하이머
- 샐리 커클런드